# Super League XII
Die Super League XII (aus Sponsoringgründen auch als Engage Super League XII bezeichnet) war im Jahr 2007 die zwölfte Saison der Super League in der Sportart Rugby League. Nachdem er bereits den ersten Tabellenplatz nach Ende der regulären Saison belegt hatte, schaffte der St Helens RLFC es ins Super League Grand Final, in dem er 6:33 gegen die Leeds Rhinos verlor. Diese gewannen damit zum zweiten Mal die Super League. Die Salford City Reds mussten absteigen.

## Tabelle
|     | Team                       | Spiele | Siege | Unent. | Ndlg. | Spiel- punkte | Diff. | Tabellen- punkte |
| --- | -------------------------- | ------ | ----- | ------ | ----- | ------------- | ----- | ---------------- |
| 01. | St Helens                  | 27     | 19    | 0      | 8     | 783:422       | + 361 | 38               |
| 02. | Leeds Rhinos               | 27     | 18    | 1      | 8     | 747:487       | + 260 | 37               |
| 03. | Bradford Bulls             | 27     | 17    | 1      | 9     | 778:560       | + 218 | 33*              |
| 04. | Hull FC                    | 27     | 14    | 2      | 11    | 573:553       | + 20  | 30               |
| 05. | Huddersfield Giants        | 27     | 13    | 1      | 13    | 638:543       | + 95  | 27               |
| 06. | Wigan Warriors             | 27     | 15    | 1      | 11    | 621:527       | + 94  | 27*              |
| 07. | Warrington Wolves          | 27     | 13    | 0      | 14    | 693:736       | - 43  | 26               |
| 08. | Wakefield Trinity Wildcats | 27     | 11    | 1      | 15    | 596:714       | − 118 | 23               |
| 09. | Harlequins RL              | 27     | 10    | 3      | 14    | 495:636       | - 141 | 23               |
| 10. | Dragons Catalans           | 27     | 10    | 1      | 16    | 570:685       | − 115 | 21               |
| 11. | Hull Kingston Rovers       | 27     | 10    | 0      | 17    | 491:723       | − 232 | 20               |
| 12. | Salford City Reds          | 27     | 6     | 1      | 20    | 475:874       | − 399 | 13               |

- Wigan wurden vier[1] und Bradford zwei Punkte wegen Verstößen gegen das Salary Cap abgezogen.

## Playoffs

### Ausscheidungs-Playoffs
| 21. September 20:00 | Bradford Bulls | 30 : 31 | Wigan Warriors | Odsal Stadium, Bradford Zuschauer: 9.055 Schiedsrichter: Steve Ganson |
| 21. September 20:00 | (22:6) Bericht |         |                | Odsal Stadium, Bradford Zuschauer: 9.055 Schiedsrichter: Steve Ganson |

| 22. September 19:00 | Hull FC        | 22 : 16 | Huddersfield Giants | KC Stadium, Hull Zuschauer: 12.140 Schiedsrichter: Ashley Klein |
| 22. September 19:00 | (10:0) Bericht |         |                     | KC Stadium, Hull Zuschauer: 12.140 Schiedsrichter: Ashley Klein |

### Qualifikations/Ausscheidungs-Playoffs
| 28. September 20:00 | St Helens     | 10 : 8 | Leeds Rhinos | Knowsley Road, St Helens Zuschauer: 12.064 Schiedsrichter: Ashley Klein |
| 28. September 20:00 | (8:6) Bericht |        |              | Knowsley Road, St Helens Zuschauer: 12.064 Schiedsrichter: Ashley Klein |

| 29. September 19:00 | Hull FC         | 18 : 21 | Wigan Warriors | KC Stadium, Hull Zuschauer: 16.291 Schiedsrichter: Steve Ganson |
| 29. September 19:00 | (14:10) Bericht |         |                | KC Stadium, Hull Zuschauer: 16.291 Schiedsrichter: Steve Ganson |

### Halbfinale
| 5. Oktober 20:00 | Leeds Rhinos   | 36 : 6 | Wigan Warriors | Headingley Carnegie Stadium, Leeds Zuschauer: 16.112 Schiedsrichter: Steve Ganson |
| 5. Oktober 20:00 | (16:6) Bericht |        |                | Headingley Carnegie Stadium, Leeds Zuschauer: 16.112 Schiedsrichter: Steve Ganson |

### Grand Final
| 13. Oktober 2007 18:00 | Leeds Rhinos | 33 : 6        | St Helens                                      | Old Trafford, Trafford Zuschauer: 71.352 Schiedsrichter: Ashley Klein |
| 13. Oktober 2007 18:00 | Versuche: Webb 19. erh. Lauitiiti 50. erh. Donald 52. erh. Smith 69. erh. Jones-Buchanan 79. erh. Erhöhungen: Sinfield (5/5) Straftritte: Sinfield (1/1) 15. Dropgoals: Burrow (1) 54. | (8:6) Bericht | Versuche: Roby 26. erh. Erhöhungen: Long (1/1) | Old Trafford, Trafford Zuschauer: 71.352 Schiedsrichter: Ashley Klein |

| 1                  | Brent Webb           |
| 2                  | Scott Donald         |
| 3                  | Clinton Toopi        |
| 4                  | Keith Senior         |
| 5                  | Lee Smith            |
| 6                  | Danny McGuire        |
| 7                  | Rob Burrow           |
| 8                  | Kylie Leuluai        |
| 9                  | Matt Diskin          |
| 10                 | Jamie Peacock        |
| 11                 | Jamie Jones-Buchanan |
| 12                 | Gareth Ellis         |
| 13                 | Kevin Sinfield       |
| Auswechselspieler: |                      |
| 14                 | Ali Lauiti'iti       |
| 16                 | Ryan Bailey          |
| 18                 | Ian Kirke            |
| 22                 | Carl Ablett          |

| 1                  | Paul Wellens      |
| 2                  | Ade Gardner       |
| 3                  | Matthew Gidley    |
| 4                  | Willie Talau      |
| 5                  | Francis Meli      |
| 6                  | Leon Pryce        |
| 7                  | Sean Long         |
| 8                  | Nick Fozzard      |
| 9                  | Keiron Cunningham |
| 10                 | Jason Cayless     |
| 11                 | Lee Gilmour       |
| 30                 | Chris Flannery    |
| 12                 | Jon Wilkin        |
| Auswechselspieler: |                   |
| 14                 | James Roby        |
| 15                 | Mike Bennett      |
| 17                 | James Graham      |
| 23                 | Maurie Fa'asavalu |